# Chincoã-pequeno
Cuco-miador-pequeno ou chincoã-pequeno (Coccycua minuta) é uma ave cuculiforme da família Cuculidae.
Mede aproximadamente 28 cm de comprimento. Vive em beira de mata densa, ocorrendo desde as Guianas e Colômbia até à Bolívia. No Brasil é encontrada na Região Norte até o Maranhão, Goiás, Mato Grosso e Mato Grosso do Sul.

## Subespécies
São reconhecidas quatro subespécies:
- Coccycua minuta minuta (Vieillot, 1817) - ocorre do leste da Colômbia até a Venezuela, nas Guianas, na Amazônia brasileira e no Peru;
- Coccycua minuta chaparensis (Cherrie, 1916) - ocorre no norte da Bolívia, nas regiões de Cochabamba e Santa Cruz;
- Coccycua minuta panamensis (Todd, 1912) - ocorre no leste do Panamá e no norte da Colômbia, no oeste do Golfo de Urabá;
- Coccycua minuta gracilis (Heine, 1863) - ocorre na Colômbia a oeste da Cordilheira dos Andes na região do Vale de Colca e no Vale de Magdalena; e no oeste do Equador.